# Sanning och konsekvens (drama)
Sanning och konsekvens är ett drama av Lars Norén från 1989.
1991 gjordes den som TV-teater i SVT i regi av Ulla Gottlieb.

## I TV-rollerna
- Evabritt Strandberg - Elisabeth
- Sten Ljunggren - Harry
- Maria Ericson - Julia
- Johan Rabaeus - Michael